# Tigris
Tígris (staroperzijsko Tigr, sirsko aramejsko Deqlath, arabsko دجلة, latinizirano: Didžla, turško Dicle; biblično Hideqel) je reka, ki teče na vzhodu nekdanje Mezopotamije. . Reka teče proti jugu od gora Taurus v Turčiji, nato skozi sirsko in arabsko puščavo ter se izliva v Perzijski zaliv.

## Etimologija
Starogrška oblika Tigris (Τίγρις) je alternativna oblika Tígrēs (Τίγρης), ki je bila prilagojena iz stare perzijščine 𐎫𐎡𐎥𐎼𐎠 (t-i-g-r-a /Tigrā/), sama iz elamske Tigra, sama iz sumerščine 𒀀𒇉𒈦𒄘𒃼 (Idigna ali Idigina, verjetno izpeljano iz * id (i)gina za 'tekoča voda'). Sumerski izraz, ki ga je mogoče razlagati kot 'hitra reka', nasprotuje Tigrisovemu sosedu, Evfratu, katerega lagoden tempo je povzročil, da je odložil več mulja in zgradil višjo strugo kot Tigris. Sumerska oblika je bila izposojena v akadščino kot Idiqlat in od tam v druge semitske jezike (primerjaj hebrejsko חִדֶּקֶל‎ Ḥîddéqel, judovsko babilonsko aramejsko Predloga:Lang-tmr diqlāṯ ali diglāṯ, starosirsko ܕܩܠܬ‎ Deqlāṯ, arabsko دِجلَة Dijlah).
Drugo ime za Tigris, ki se uporablja v srednjeperzijščini, je Arvand Rud, dobesedno 'hitra reka'. Danes pa Arvand Rud (perzijsko اروندرود) omenja sotočje rek Evfrat in Tigris, v arabščini znano kot Šat el Arab. V kurdskih jezikih je znana kot Ava Mezin, 'Velika voda'.

## Potek
Tigris je dolg 1750 km in izvira v gorovju Taurus v vzhodni Turčiji približno 25 km jugovzhodno od mesta Elazığ in približno 30 km od izvira Evfrata. Reka nato teče 400 km skozi jugovzhodno Turčijo, preden postane del meje med Sirijo in Turčijo. Ta odsek, dolg 44 km, je edini del reke, ki je v Siriji. Nekateri njegovi pritoki so Garzan, Anbarçayi, Batman ter Veliki in Mali Zab.
Tigris se blizu sotočja z Evfratom razcepi na več kanalov. Najprej se odcepi umetni Šat el Haj, ki se pridruži Evfratu blizu Nasirije. Drugič, Šat el Mumina in Majar el Kabir se odcepita, da napajata osrednje močvirje. Nizvodno se odcepita dva druga distribucijska kanala (Al-Mušarah in Al-Kahla), ki napajata močvirje Havize. Glavni kanal se nadaljuje proti jugu in se mu pridruži Al-Kasarah, ki odmaka močvirje Havize. Končno se Tigris združi z Evfratom blizu Kurne in tvori Šat-al-Arab. Po Pliniju in drugih starodavnih zgodovinarjih je imel Evfrat prvotno izliv v morje ločen od izliva Tigrisa.
Bagdad, glavno mesto Iraka, stoji ob bregovih Tigrisa. Pristaniško mesto Basra prečka Šat el Arab. V starih časih so mnoga velika mesta Mezopotamije stala ob Tigrisu ali blizu njega in iz njega črpala vodo za namakanje civilizacije Sumercev. Pomembna mesta na strani Tigrisa so bila Ninive, Ktezifon in Selevkija, medtem ko je mesto Lagaš namakal Tigris preko kanala, izkopanega okoli leta 2900 pr. n. št.

## Plovba
Tigris je že dolgo pomembna prometna pot v večinoma puščavski državi. Plovila s plitvim ugrezom lahko pridejo do Bagdada, splavi pa so bili v preteklosti potrebni za prevoz navzdol od Mosula.

## Upravljanje in kakovost vode
Tigris je v Iraku in Turčiji močno zajezen, da bi zagotovil vodo za namakanje sušnih in polpuščavskih območij, ki mejijo na rečno dolino. Zajezitev je bila pomembna tudi za preprečevanje poplav v Iraku, h katerim je bil Tigris zgodovinsko znano nagnjen po aprilskem taljenju snega v turških gorah. Jez Mosul je največji jez v Iraku.
Nedavna turška zajezitev reke je bila predmet nekaterih polemik, tako zaradi okoljskih učinkov v Turčiji kot zaradi možnosti zmanjšanja toka vode dolvodno.
Voda iz obeh rek se med spopadi uporablja kot sredstvo pritiska.
Leta 2014 je bil dosežen velik preboj pri razvoju soglasja med več predstavniki zainteresiranih strani iz Iraka in Turčije o akcijskem načrtu za spodbujanje izmenjave in umerjanja podatkov in standardov, ki se nanašajo na tokove reke Tigris. Soglasje, znano kot Ženevsko soglasje o reki Tigris, je bilo doseženo na srečanju, ki ga je v Ženevi organiziralo mislišče Strategic Foresight Group.
Februarja 2016 sta veleposlaništvo Združenih držav v Iraku in iraški premier Haider al-Abadi izdala opozorila, da bi se Mosulski jez lahko porušil. Združene države so ljudi opozorile, naj evakuirajo poplavno območje Tigrisa, ker obstaja nevarnost utopitve med 500.000 in 1,5 milijona ljudi zaradi hudourniških poplav, če se jez poruši in da so glavna iraška mesta Mosul, Tikrit, Samara in Bagdad na udaru.

## Vera in mitologija
V sumerski mitologiji je Tigris ustvaril bog Enki, ki je reko napolnil s tekočo vodo.
V hetitski in huritski mitologiji je Aranzah (ali Aranzahas v hetitski nominativni obliki) huritsko ime reke Tigris, ki je bila pobožanstvena. Bil je Kumarbijev sin in brat Tešuba in Tašmišuja, enega od treh bogov, ki so bili izpljunjeni iz Kumarbijevih ust na goro Kanzuras. Kasneje se je dogovoril z Anujem in Tešubom, da bi uničil Kumarbi (Kumarbijev cikel).
Tigris se v Stari zavezi pojavi dvakrat. Prvič, v Genezi je to tretja od štirih rek, ki se odcepijo od reke, ki izvira iz Edenskega vrta. Druga omemba je v Danielovi knjigi, kjer Daniel navaja, da je dobil eno od svojih vizij, »ko sem bil pri tisti veliki reki Tigris« Dan 10,4.
Reka Tigris je omenjena tudi v islamu v Sahih Al-Bukhari in Muslim, ki je opisal, da bo reka (Evfrat) usahnila ob koncu časa, da bi razkrila zaklad zlata in je prepovedala komur koli vzeti zlato. Grobnici imama Ahmada Bin Hanbala in Sjeda Abdula Razak Džilanija sta v Bagdadu in tok Tigrisa omejuje število obiskovalcev.
Baháʼu'lláh, ustanovitelj baháʼí vere, je napisal Skrite besede okoli leta 1858, ko je med svojim izgnanstvom v Bagdadu hodil ob bregovih reke Tigris.
Reka je bila na iraškem grbu od leta 1932 do 1959.